# Lüzhu
Lüzhu (chinois simplifié : 绿珠 ; chinois traditionnel : 綠珠 ; pinyin : Lǜ zhū), également appelée Liang, est une musicienne, danseuse et compositrice chinoise de l'époque de la dynastie Jin de l'Ouest, morte en 300.

## Biographie
Une source donne à Lüzhu le surnom de Liang et localise sa naissance à Baizhou (aujourd'hui dans le xian de Bobai, Guangxi).
Lüzhu est achetée par Shi Chong (249-300), un riche fonctionnaire de l'empereur Sima Yan, et devient sa concubine, reconnue pour son talent de joueuse de flûte et son aisance à mettre des poèmes en musique. Une œuvre musicale qui lui est attribuée est Aonao qu, dans le style d'une chanson populaire, qu'elle aurait composée. À son répertoire figurait aussi la ballade Mingjun qu, écrite par Shi Chong, sur laquelle elle dansait et qui faisait sa réputation en cet art.
Après la mort de l'impératrice Jia Nanfeng (en), protectrice politique de Shi Chong depuis le décès de Sima Yan, un représentant de la cour impériale demande à acheter Lüzhu, célèbre pour sa beauté, ce que Shi Chong refuse. Son exécution est alors décidée, et Shi Chong le reprochant à Lüzhu, cette dernière se suicide en se jetant d'un étage.

## Postérité
Traditionnellement, le nom de Lüzhu est ainsi devenu synonyme de fidélité conjugale et un symbole d'amour romantique.
Comme danseuse et musicienne, son nom est resté célèbre. Elle était en particulier reconnue de son temps comme une grande flûtiste, art qu'elle professa. Parmi ses élèves figure notamment Song Wei, flûtiste au palais de l'empereur Ming (Sima Shao) de la dynastie Jin de l'Est entre 323 et 325.
Son histoire a inspiré de nombreux poèmes et opéras, dont le zaju Lüzhu zhuilou du dramaturge Guan Hanqing — le « Shakespeare chinois » —, qui lui est consacré.
Lüzhu est également représentée dans le Wu Shuang Pu, la « Table des Héros Inégalés » du peintre Jin Shi (Jin Guliang de son nom de courtoisie).